# Stuart Christie
Stuart Christie (ur. 10 lipca 1946 w Glasgow, zm. 15 sierpnia 2020) – szkocki anarchista i publicysta.

## Życiorys
W 1962 przystąpił do Federacji Anarchistycznej w Glasgow. Zaangażował się w pomoc dla anarchistycznego ruchu oporu w Hiszpanii, walczącego zbrojnie z dyktaturą Francisco Franco. 
W czerwcu 1964 roku udał się do Hiszpanii, gdzie 11 sierpnia został aresztowany za pomoc w przygotowywaniu zamachu na Franco. Policja znalazła przy nim materiały wybuchowe. Zgodnie z ówczesnym hiszpańskim kodeksem karnym za to przestępstwo groziła kara śmierci przez uduszenie garotą. Ostatecznie jednak Christie skazany został na 30 lat więzienia. 
W jego obronie ogłoszono międzynarodową kampanię protestacyjną. Pod listem domagającym się jego uwolnienia podpisali się m.in. Bertrand Russell i Jean-Paul Sartre. W wyniku nacisku rząd Franco zgodził się deportować Stuarta Christie do Wielkiej Brytanii 21 września 1967 roku, po trzech latach spędzonych w hiszpańskim więzieniu. 
Po uwolnieniu Stuart Christie kontynuował swoją działalność w ruchu anarchistycznym. Brał udział w pracach Anarchistycznego Czarnego Krzyża i współredagował anarchistyczne pismo „Black Flag” (Czarna Flaga). 
W 1972 ponownie go aresztowano i oskarżono przez brytyjską policję o uczestnictwo w organizacji zbrojnej Angry Brigade. Został jednak uniewinniony przez sąd.
Christie jest założycielem Cienfuegos Press, a także autorem kilku książek i tłumaczeń, z których najbardziej znaną jest trzyczęściowa autobiografia: Granny Made me an Anarchist, General Franco Made Me A Terrorist, Edward Heath Made Me Angry. Inne książki to m.in.: The Investigative Researcher's Handbook, We, the Anarchists!, The Floodgates of Anarchy (razem z Albert Meltzer).